# Líquid corporal

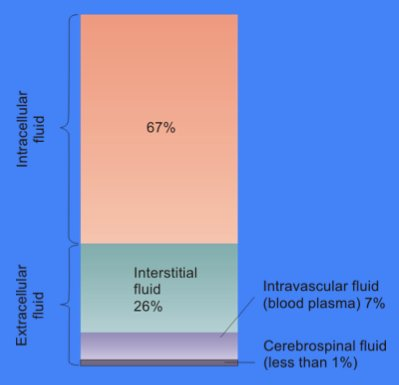

Un líquid corporal és un líquid que un ésser viu produeix naturalment. El component principal n'és l'aigua. L'aigua total del cos es divideix entre el compartiment de líquid intracel·lular i el compartiment de líquid extracel·lular en una relació de dos a un.
A més de llur paper normal en el metabolisme i el funcionament del cos, els líquids corporals poden transmetre infeccions: principalment sang, orina, esperma, fluid respiratori, però també les petites gotes de menys de 100 micròmetres dels aerosols que es dispersen quan hom esternua o tosseix. En qualsevol situació de risc de transmissió per bescanvi de líquids, una bona higiene, sobretot de les mans, és la millora prevenció. La pandèmia de la Covid-19 va popularitzar les mascaretes per a limitar la dispersió dels aerosols.
Segons la teoria obsoleta d'Hipòcrates, metge de la Grècia antiga, l'estat de salut era el resultat d'una barreja equilibrada dels quatre humors cardinals, elements essencials del cos: sang, flegma, bilis negre i bilis groc.

## Líquids dins d'un circuit tancat
El concepte de circuit tancat és relatiu, com que en qualsevol sistema del cos hi ha un bescanvi en diferents òrgans i un equilibri entre secreció i absorció. També la distinció entre fluid circulant i no circulant és relativa. Totes les cavitats «tancats», com ara la cambra anterior de l'ull, coneixen igualment un bescanvi, en un procés lent de secreció i absorció.

### Líquids «circulants»
- sang (aproximadament cinc litres) continguda al sistema circulatori (venes, capil·lars, artèries, cor)
- limfa (quantitat variable, aproximadament dos litres) i quil en el sistema limfàtic

### Líquids «no circulants»
- líquid cefalorraquidi (aproximadament 150 ml) contingut al crani i al canal espinal, banyant el sistema nerviós central i les arrels dels nervis
- líquid sinovial dins de les càpsules articulars i bosses sinovials.
- líquid pleural a la cavitat pleural al voltant de cadascun dels dos pulmons
- líquid peritoneal a la cavitat peritoneal al voltant dels intestins
- líquid pericardíac a la cavitat pericardíaca al voltant del cor
- medul·la òssia a l'estèrnum, os ilíac o ossos llargs (a la infància)
- humor aquós a la cambra anterior de cadascun dels dos ulls
- perilimfa del laberint ossi i el bany del laberint membranós de cada orella interna
- endolimfa al laberint membranós de cada orella interna
- líquid amniòtic (fins a 800 ml a les 28 setmanes en edat gestacional) a l'úter al voltant de l'embrió o fetus durant l'embaràs en dones
- líquid contingut a les cavitats embrionàries transitòries que són el blastocel, el sac vitel·lí primitiu i la cavitat coriònica

## Líquids de circuit obert
- orina (de 0,5 a 1,5 litres diaris) produïda pels dos ronyons i emmagatzemada a la bufeta (300 ml)
- saliva (aproximadament un litre per dia) produïda per les glàndules salivals (principalment paròtides, submandibulars i sublinguals)
- suc gàstric (uns 2 litres diaris) produït per l'estómac
- bilis (aproximadament un litre per dia) produïda pel fetge i emmagatzemada a la vesícula biliar (50 ml)
- suc pancreàtic (aproximadament 1 litre per dia) produït pel pàncrees
- llàgrimes produïdes per les glàndules lacrimals
- semen procedent dels líquids de les vesícules seminals i de la pròstata en homes
- fluix vaginal, principalment per segregacions de les glàndules de Bartholin i de les glàndules de Skene
- llet (fins a 800 ml per dia) produïda per cada glàndula mamària durant els períodes de lactància en dones

- suor (cabal variable: de 100 ml a 8 litres diaris) produït per les glàndules sudorípares de la pell
- esput de secrecions de les mucoses del tracte respiratori inferior (tràquea i bronquis)
- moc, designant qualsevol secreció de la mucosa digestiva, respiratòria i genital
- lleganyes dels ulls durant el son
- pus, produïda pel cos durant els processos infecciosos